# Pismo czamskie

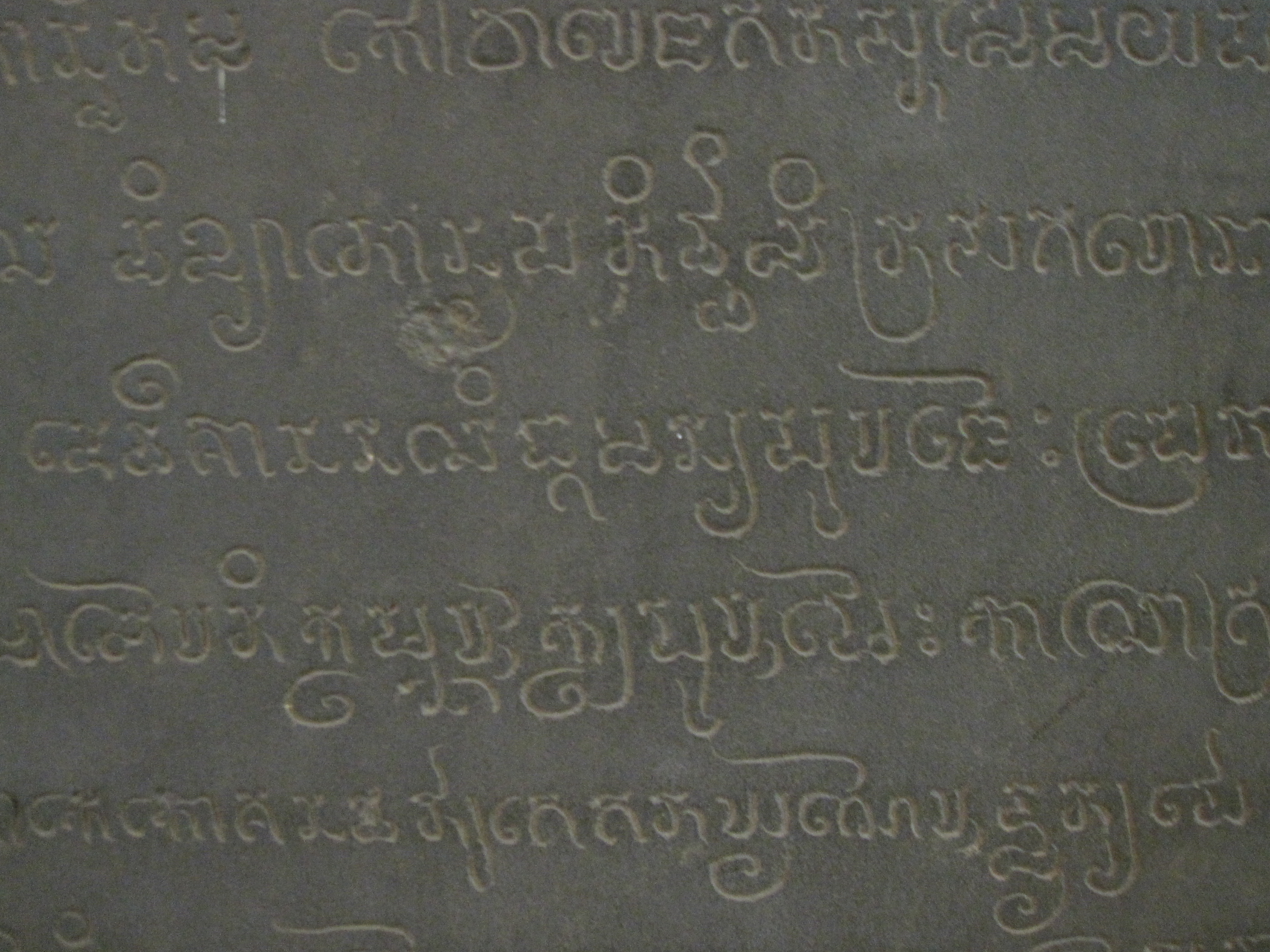
X-wieczna inskrypcja na steli w Po Nagar, 965

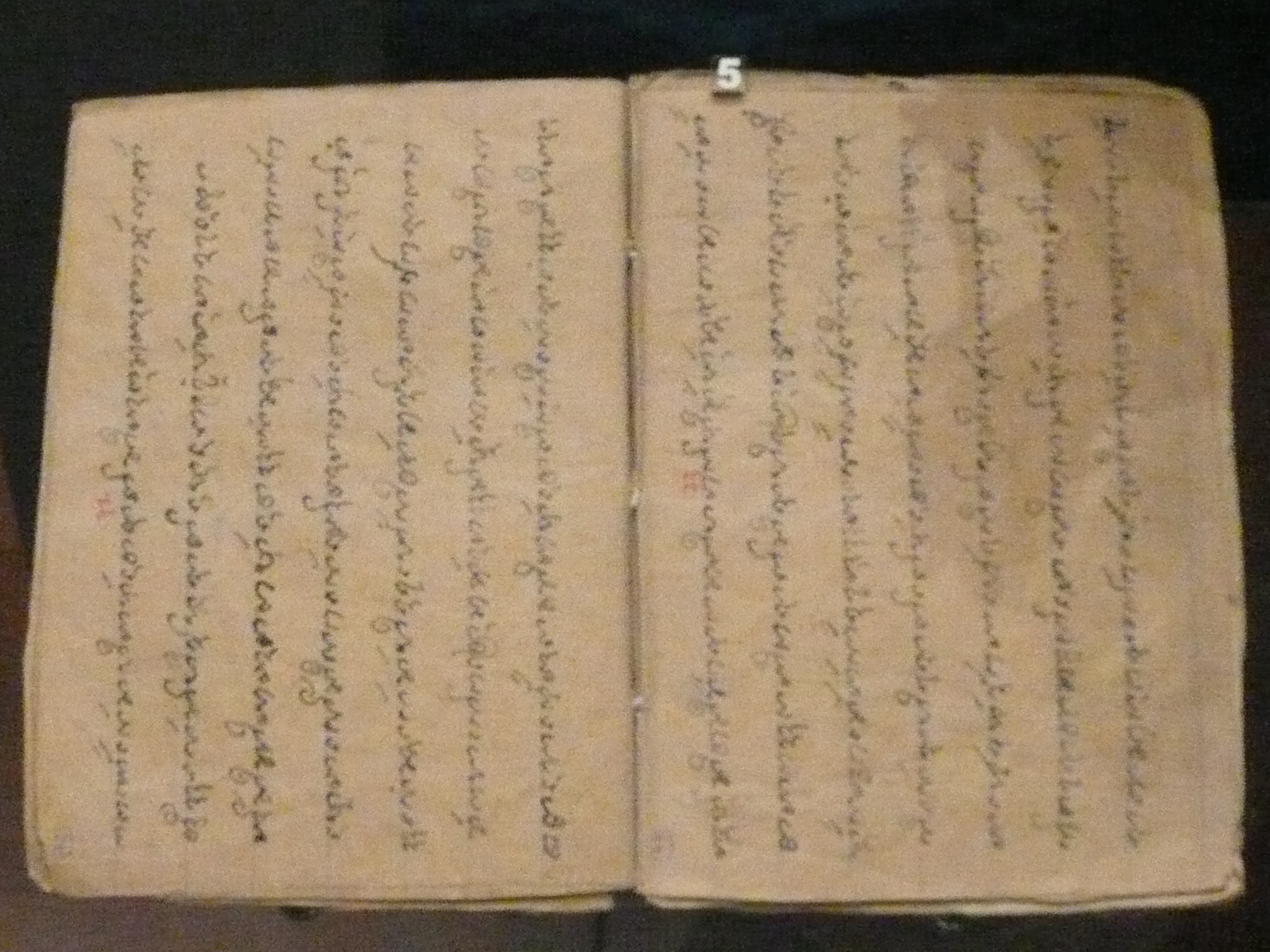
Rękopis czamski z XVIII w.

Pismo czamskie – alfabet sylabiczny wywodzący się pośrednio ze starożytnego indyjskiego pisma brahmi, używany w przeszłości do zapisu języka czamskiego na terenie obecnego Wietnamu i Kambodży. 

## Historia
Pismo czamskie było ściśle powiązane z hinduistyczno-buddyjską kulturą dawnego królestwa Czampa. Inskrypcje kamienne w tym piśmie zachowały się zarówno w sanskrycie, jak i lokalnym języku czamskim, należącym do rodziny austronezyjskiej.

## Charakterystyka
Podobnie jak w innych abugidach pochodzenia indyjskiego, podstawową jednostką pisma jest znak spółgłoskowy z „domyślną” samogłoska „a”. Samogłoski inne niż „a” zaznacza się przy pomocy znaków diakrytycznych:

## Literatura
- Étienne Aymonier, Antoine Cabaton, Dictionnaire čam-français, Paris: E. Leroux, 1906 (Volume 7 of Publications de l'École française d'Extrême-Orient). Brak numerów stron w książce